# Écomusée Regional du Centre
Het Écomusée Regional du Centre is een monument in Houdeng-Aimeries, deelgemeente van La Louvière in de Belgische provincie Henegouwen.
Dit industriële monument is gewijd aan de lange geschiedenis van de steenkoolwinning in België (1685-1973) en in het bijzonder aan de Saint-Emmanuemijn die hier lag. 
Het monument omvat het mijnwerkersdorp dat begin 20ste eeuw werd gebouwd, met zijn ordelijke stratenplan en 166 huisjes, plus winkels, een kerk, scholen en een ziekenhuis. Rond de 558 m diepe mijnschacht liggen kantoren, werkplaatsen en winkels.